# 도리쓰카세이역
도리쓰카세이역(일본어: 都立家政駅, 도립가정역)은 일본 도쿄도 나카노구에 있는 세이부 철도의 역이다.

## 타는 곳
| ↑ 노가타     |
| 2 \| 1       |
| 사기노미야 ↓ |

| 1 | ■ 신주쿠 선 | 다나시・도코로자와・혼카와고에・하이지마 선 하이지마 방면 |
| 2 | ■ 신주쿠 선 | 다카다노바바・세이부 신주쿠 역 방면                       |

## 역세권 정보
- 신오메 가도

## 역사
- 1937년 12월 25일 : 후리쓰카세이역(府立家政駅)으로 영업 개시, 역명은 현 도쿄 도립 사기노미야 고등학교(東京都立鷺宮高等学校)의 전신인 '도쿄 부립 나카노 가정 여학교(東京府立中野家政女学校)'에서 유래.
- 1943년 7월 1일 : 도쿄부(東京府)가 도쿄도(東京都)로 바뀜에 따라 도리쓰가세이역(都立家政駅)으로 역명 변경.
- 1984년 : 구내개량공사 실시. 구내 건널목을 지하도로 입체화.

## 사진

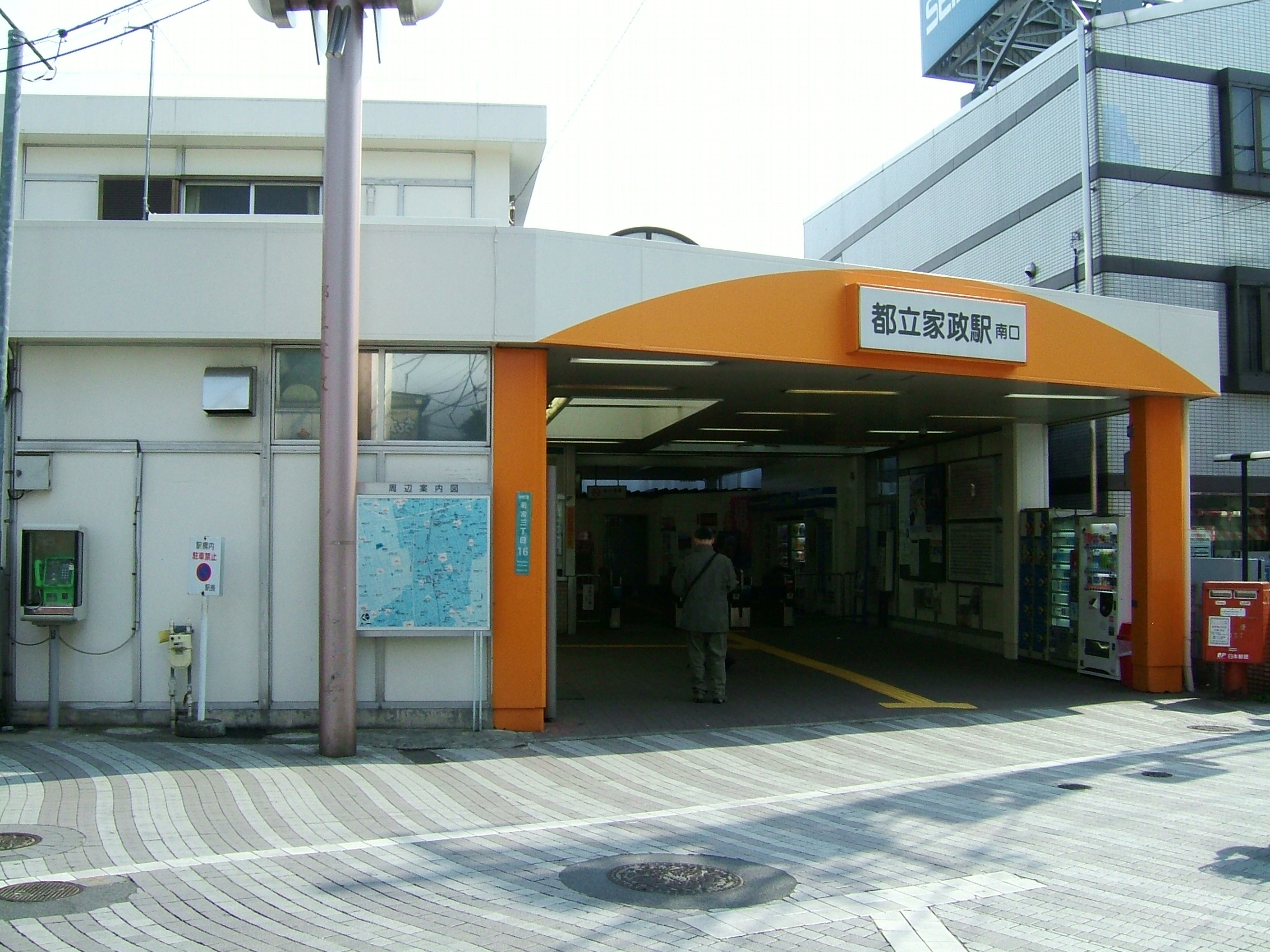
남쪽 출입구 모습

## 인접역
| 세이부 철도■신주쿠선      | 세이부 철도■신주쿠선 | 세이부 철도■신주쿠선                 |
| ------------------------- | -------------------- | ------------------------------------ |
| 노가타 세이부 신주쿠 방면 | ■보통                | 사기노미야 혼카와고에, 하이지마 방면 |